# Dimos Karditsa
Dimos Karditsa (Karditsa) är en kommun i Grekland.   Den ligger i prefekturen Nomós Kardhítsas och regionen Thessalien, i den centrala delen av landet, 210 km nordväst om huvudstaden Aten. Antalet invånare är 57 089.